# Annales des Sciences Naturelles; Botanique, sér. 2
Annales des Sciences Naturelles; Botanique, sér. 2 (abreviado Ann. Sci. Nat., Bot., sér. 2) fue una revista ilustrada con descripciones botánicas que fue editada en Francia. Fueron publicados 20 números en los años 1834-1843. Fue precedida por Annales des Sciences Naturelles (Paris) y sustituida en el año 1844 por Annales des Sciences Naturelles; Botanique, sér. 3.